# Erwin Anderheggen
Erwin Anderheggen (* 23. Januar 1909 in Köln; † 30. Juli 1984 in Düsseldorf) war ein deutscher Bergbauingenieur und Vorsitzender der Saarbergwerke.

## Leben
Erwin Anderheggen war der Sohn des Bergrats Ernst Anderheggen (1875–1959) und dessen Ehefrau Eugenia Regina Eschen (1885–1957).
Nach dem Abitur absolvierte er ein Studium im Bergbau an der Technischen Universität Freiberg in Sachsen und der Technischen Universität Berlin, wo 1916 die Bergakademie Berlin als Abteilung angegliedert wurde. Nach seiner Ernennung zum Bergassessor im Jahre 1936 war er für das Unternehmen Ferrostaal in Isfahan im Iran tätig, um dort ein Bergwerk abzuteufen. 1938 nach Deutschland zurückgekehrt, begann er mit der Arbeit auf der Zeche Friedrich Heinrich in Kamp-Lintfort, wurde dort im Jahr darauf Direktionsassistent und stieg 1961 zum Bergwerksdirektor auf und kam in den Vorstand des Unternehmens. Zum 1. November 1956 wurde er Vorstandsvorsitzender. Gemeinsam mit den Bergwerksdirektoren Emil Dechamps und Adalbert Voigt gab er 1957 in einer Mitteilung an die Belegschaft des Unternehmens bekannt, dass sie bei persönlichen Gesprächen künftig nur noch mit ihrem Namen, ohne den Titel, angesprochen werden möchten. Von dieser Maßnahme versprachen sie sich eine Beseitigung „der bei uns Deutschen manchmal bestehenden Hemmungen gegenüber Titular-Vorgesetzten“.
1959 wechselte er in den Vorstand der Bergbau AG Niederrhein und leitete das Ressort „Technische Planung“. Dieses Amt hatte er bis zu seiner Verabschiedung am 1. März 1972 inne. Im direkten Anschluss wurde er Vorsitzender der Saarbergwerke AG mit Sitz in Saarbrücken. Bis zu seiner Versetzung in den Ruhestand im Jahre 1976 war er Leiter des Unternehmens.
Er war Mitglied des Aufsichtsrates der Saarländischen Kreditbank.
Vom 9. Mai bis zum 8. Juni 1959 führte er eine siebenköpfige Delegation zu einem Erfahrungsaustausch in die UdSSR, nachdem im September/Oktober 1958 führende sowjetische Bergbaufunktionäre deutsche Bergreviere besucht hatten. Dieser Erfahrungsaustausch wurde auch in den Folgejahren durchgeführt.
Anderheggen war zweimal verheiratet. Seine 1935 mit Margarete Reich geschlossene Ehe wurde geschieden. Seine zweite Ehefrau Gerda, die er am 6. Oktober 1962 geheiratet hatte, erkrankte unheilbar an Krebs. Am 30. Juli 1984 ging er mit ihr in den Freitod.

## Publikationen
- Das künftige Weltsteinkohlenangebot : Konsequenzen für die Deckung des deutschen Steinkohlenbedarfs, in: Glückauf 115, 1979, S. 965–968.
- Der „Westfalia-Schnellhobel“, in: Glückauf 86, 1950, S. 749–759.

## Ehrungen
- 1958 Dr. Ing. h. c. durch die Bergakademie Clausthal